# Мелуна
Мелуна (на гръцки: Μελούνα) е проход в Северна Тесалия между Еласонското и Лариското поле, последното част от Тесалийската равнина. Отстои на 17 km северно от Тирнавос и Пеней. През прохода минава пътят, свързващ Тирнавос с Еласона на север.
През Античността оттук преминават войските на Ксеркс I, които настъпват от Македония към Тесалия през северно разположения проход при село Гликово Сарандопоро.
След като цяла Османска Тесалия, без района на Еласона, е отстъпена на Кралство Гърция по силата на Цариградския договор (1881), османо-гръцката граница с граничен пункт са установени на прохода. При избухването на Гръцко-турската война в 1897 година отбраната на прохода от гръцка страна е поверено на елитния Евзонски полк, част от новосформираната Тесалийска армия, от Ламия. Полкът е разбит от османските сили от север и отстъпва към Тирнавос, а всички гърци от района се евакуират към Лариса. Следва превземането на Тирнавос, по който исторически сюжет е сниман едноименния черно-бял филм в първите прохождащи години на кинематографията.
Пословичната фраза „Гърция на Мелуна“ (на гръцки: Ελλάδα της Μελούνας) характеризира ограничената територия на гръцката държава към края на XIX - началото на XX век.
По време на Втората световна война Мелуна е отбранявана в хода на операция Марита от новозенландски и австралийски военни срещу настъпващата 12-а армия (Вермахт).